# Malwine Moeller
Malwine Moeller (* 8. April 1924 in Darmstadt; † 26. September 2019 in Burghausen) war eine deutsche Opernsängerin (Sopran) und Schauspielerin.

## Leben
Malwine Moeller wurde als Tochter der Eheleute Walter Theodor Moeller und Luise Anna Moeller, geb. Neuber geboren. Sie war väterlicherseits Enkelin von Eduard Heinrich Moeller (Vorstandsmitglied bei Dyckerhoff & Widmann) und mütterlicherseits Enkelin des Malers Hermann Neuber (1860–1916). Während des Zweiten Weltkriegs versorgten Malwine Moeller und ihre Eltern heimlich den französischen Zwangsarbeiter Paul Spano, den Malwine Moeller bei der Arbeit in einem Rüstungsunternehmen in Ratingen kennengelernt hatte.
Nach dreijähriger Ausbildung an der Folkwangschule Essen in Schauspiel, Gesang und Tanz (1940–1943) ging sie in ihr erstes Engagement als Operettensoubrette. Ab 1952 war sie als Opernsoubrette an der Komischen Oper Berlin bei Walter Felsenstein engagiert, wo sie u. a. die Marie in der Lortzing-Oper Zar und Zimmermann sang. In der Spielzeit 1954/55 trat sie an der Komischen Oper Berlin in Neuproduktionen von Eine Nacht in Venedig und Der Wildschütz auf.
Freiberuflich war sie dann im ernsten und heiteren Charakterfach tätig. In der Spielzeit 1972/73 spielte sie im Theater am Dom in Köln an der Seite von Chariklia Baxevanos in Feine Herrschaften. In den Spielzeiten 1973/74 und 1974/75 war sie an den Kammerspielen Düsseldorf und an der Komödie Düsseldorf engagiert. In der Spielzeit 1973/74 war sie außerdem an der Komödie Frankfurt engagiert.
Ab der Spielzeit 1975/76 war sie weiterhin alljährlich an der Komödie Düsseldorf verpflichtet.
In der Spielzeit 1979/80 spielte sie an der Komödie Düsseldorf an der Seite von Paul Hubschmid in dem Lustspiel Bei Harrods fing es an. In der Spielzeit 1980/81 folgte dort Das Haus in Montevideo von Curt Goetz. In der Spielzeit 1994/95 trat sie an der Komödie Düsseldorf neben Alfons Höckmann und Andreas Windhuis in der Komödie Was dem einen Recht ist auf. In der Spielzeit 1995/96 war sie am Theater Hagen als Abby Brewster in der Komödie Arsen und Spitzenhäubchen von Joseph Kesselring zu sehen.
Von Februar bis April 2004 spielte sie, nach Auftritten in Wer mit Wem von und mit Gunther Philipp, Otello darf nicht platzen und Mond über Buffalo, in der Komödie Herzlich Willkommen zum vierten Mal im Contra-Kreis-Theater in Bonn. Ihre letzte Bühnenrolle war die bitterböse Großmutter in Geschichten aus dem Wiener Wald von Ödön von Horváth am Schlossparktheater Berlin.
Im Fernsehen übernahm sie unterschiedlichste Rollen. Kinofilme waren: Nicht mit Leo als Mutter des von Jürgen von der Lippe gespielten Charakters, Der bewegte Mann und Feuer, Eis und Dosenbier.
In erster Ehe war Moeller mit Ove Barfod (1919–1975), einem dänischen Opernsänger, verheiratet. Am 13. Oktober 1988 heiratete sie ihren zweiten Ehemann Imre Csatlovski. Am 26. September 2019 verstarb sie im Alter von 95 Jahren in Burghausen/Salzach.

## Filmografie
- 1968: Der Unfall
- 1968–1977 Vorsicht Falle! (Fernsehserie)
- 1970: In Ehrenfeld ist heute Wilder Westen
- 1971: Die Frau in Weiß
- 1971: Echt antik... und anderes
- 1979: Lemmi und die Schmöker (Fernsehserie, eine Folge)
- 1980: Spät ins Bett
- 1984: Is was, Kanzler?
- 1993: Lindenstraße (Fernsehserie, eine Folge)
- 1993: Klettermaxe
- 1994: Stadtklinik (Fernsehserie, eine Folge)
- 1994: Der bewegte Mann
- 1994–2000: Die Wache (Fernsehserie, drei Folgen)
- 1995: Nich’ mit Leo
- 1995: Jede Menge Leben (Fernsehserie, eine Folge)
- 1996–1998: Familie Heinz Becker (Fernsehserie, zwei Folgen)
- 1997: Der Mond scheint auch für Untermieter (Fernsehserie, eine Folge)
- 1997: Guppies zum Tee
- 1999–2005: Der Fahnder (Fernsehserie, drei Folgen)
- 2000: Mr. Boogie[22]
- 2000: Verbotene Liebe (Fernsehserie, zwei Folgen)
- 2000: Nesthocker – Familie zu verschenken (Fernsehserie, eine Folge)
- 2000: Tatort: Die Frau im Zug
- 2001: Entinen Mies (Kurzfilm)
- 2001: Alt und haarig[23] (Kurzfilm)
- 2002: Feuer, Eis & Dosenbier
- 2004: Mein Leben & Ich (Fernsehserie, eine Folge)
- 2004: Alles Atze (Fernsehserie, eine Folge)
- 2005: Alphateam – Die Lebensretter im OP (Fernsehserie, eine Folge)
- 2005: Hammer und Hart[24]
- 2005–2006: Großstadtrevier (Fernsehserie, zwei Folgen)